# Kenichi Ohmae
Ken'ichi Ōmae ou Kenichi Ohmae (大前 研一, Ōmae Ken'ichi), né le 21 février 1943 à Kitakyūshū, est un économiste japonais.

## Biographie

### Enfance et formation
Il naît le 21 février 1943 à Kitakyūshū.
Il fait ses études à l’université Waseda. Il obtient un doctorat d’ingénierie nucléaire au Massachusetts Institute of Technology.

### Carrière
Il travaille comme ingénieur chez Hitachi.
Kenichi Ohmae a écrit une centaine d’ouvrages dont la plupart s’inscrivent dans le champ du management stratégique.
Il est considéré comme le « le gourou du management ».